# Villaines-sous-Bois
Villaines-sous-Bois is een gemeente in het Franse departement Val-d'Oise (regio Île-de-France) en telt 583 inwoners (1999). De plaats maakt deel uit van het arrondissement Sarcelles.

## Geografie
De oppervlakte van Villaines-sous-Bois bedraagt 1,9 km², de bevolkingsdichtheid is 306,8 inwoners per km².

## Verkeer en vervoer
In de gemeente ligt spoorwegstation Villaines.
De onderstaande kaart toont de ligging van Villaines-sous-Bois met de belangrijkste infrastructuur en aangrenzende gemeenten.

## Demografie
Onderstaande figuur toont het verloop van het inwonertal (bron: INSEE-tellingen).